# Gobex
Gobex CC ist ein südafrikanisches Unternehmen und ehemaliger Hersteller von Automobilen und Kit Cars.

## Unternehmensgeschichte
Das Unternehmen wurde am 12. September 2006 in Springs gegründet. Im gleichen Jahr wurde Steve’s Buggies aus Amanzimtoti übernommen und deren Produktion fortgesetzt. Der Markenname lautete Gobex. 2010 oder 2011 endete die Produktion. Das Unternehmen gilt noch als aktiv.

## Fahrzeuge
Im Angebot standen Freizeitfahrzeuge. Sie basierten überwiegend auf dem Fahrgestell vom VW Käfer. Jasper, Kango und Scorpio waren VW-Buggies. Der CJ 2 Jade ähnelte dem Jeep CJ-2. Der CJ 6 basierte auf einem Nutzfahrzeugfahrgestell von LDV Limited.